# Lemme du serpent
Le lemme du serpent, en mathématiques, et en particulier en homologie et cohomologie, est un énoncé valide dans toute catégorie abélienne ; c'est un outil des plus importants pour la construction de suites exactes, objets omniprésents en homologie et ses applications, par exemple en topologie algébrique. Les morphismes ainsi construits sont généralement appelés « morphismes connectants ».

## Énoncé
Dans une catégorie abélienne (par exemple la catégorie des groupes abéliens ou celle des espaces vectoriels sur un corps), considérons le diagramme commutatif suivant :
où les lignes sont des suites exactes et 0 est l'objet nul de la catégorie concernée.
Alors il existe une suite exacte liant les noyaux et les conoyaux de a, b, et c :
{\displaystyle \ker a\;{\color {Gray}\longrightarrow }\ker b\;{\color {Gray}\longrightarrow }\ker c\;{\overset {d}{\longrightarrow }}\operatorname {coker} a\;{\color {Gray}\longrightarrow }\operatorname {coker} b\;{\color {Gray}\longrightarrow }\operatorname {coker} c.}
De plus, si le morphisme f est un monomorphisme, alors le morphisme ker a → ker b l'est aussi, et si g' est un épimorphisme, alors coker b → coker c l'est aussi.